# Большой Анзас
Большой Анза́с — горная река южной части Хакасии, левый приток р. Она (бассейн р. Абакан).
Длина — 49 км, площадь водосбора — 535 км². Протекает по территории Таштыпского района. Исток — два ручья — Левая Вершина и Правая Вершина, сливающиеся на юго-восточном склоне хребта Шаман в 13,5 км юго-западнее села Большой Анзас. Устье — в 0,2 км западнее с. Кубайка, впадает в реку Она двумя протоками. Абсолютная высота истока около 1230 м, устья — 690 м. Лесистость водосбора — около 80 %. Пойма хорошо выражена, превышает урез воды на 0,5-1,0 м. Имеется первая надпойменная терраса.
Большой Анзас имеет около 50 притоков длиной от 0,2 до 16 км, наиболее крупные из них: правые — Узун (16 км), Кайзас (7,5 км) с притоком Угольный лог (14 км), левые — Берёзовая (11 км). Большинство притоков вытекают из-под курумов и небольших горных озёр. Питание Большого Анзаса смешанное, с преобладанием снегового. Гидрологический режим характеризуется половодьем, проходящим во второй половине мая — начале июня, летне-осенней и зимней меженью, летними паводками во время прохождения ливневых дождей. Средний многолетний модуль стока — 15,4 л/с км². Замерзает Большой Анзас, как правило, в конце октября. Вскрытие ото льда происходит в конце апреля — начале мая. Средний многолетний расход воды — ок. 7 м³/с. В долине проводятся лесозаготовки.

## Притоки
км от устья
- 20 км: Берёзовая (лв)
- 26 км: Кайзас (пр)
- 26 км: Чебалсуг (Чебалсух) (лв)
- 28 км: Узун (Каменка) (пр)
- 32 км: Безымянка (лв)
- 36 км: Шамансуг (Шамансух) (лв)

## Данные водного реестра
По данным государственного водного реестра России относится к Енисейскому бассейновому округу, водохозяйственный участок реки — Енисей от Саяно-Шушенского г/у до впадения реки Абакан, речной подбассейн реки — Енисей между слиянием Большого и Малого Енисея и впадением Ангары. Речной бассейн реки — Енисей.